# Майк Старр (актор)
Майк Старр (англ. Mike Starr; нар. 29 липня 1950) — американський актор.

## Біографія
Майк Старр народився 29 липня 1950 року в Квінзі, Нью-Йорк, США. Після закінчення школи вступив в приватний університет Хофстра (англ. Hofstra University). Працював викидайлом і барменом.
Початком творчої кар'єри для Майка Старра став серіал «Hawaii Five-O» (1978). Знімався у таких фільмах, як «Перехрестя Міллера» (1990), «Славні хлопці» (1990), «Охоронець» (1992), «Ед Вуд» (1994), «Дурний і ще дурніший» (1994) і «Дівчина з Джерсі» (2004).
Майк Старр одружений з Джоан. У них троє дітей.

## Фільмографія
- 1980 — Розшукуючий / Cruising
- 1984 — Природний дар / The Natural
- 1985 — Котяче око / Cat's Eye
- 1985 — Захисник / The Protector
- 1986 — Кінг-Конг живий / King Kong Lives
- 1987 — Дні радіо / Radio Days
- 1988 — Родзинка / Punchline
- 1989 — Нью-Йоркські історії / New York Stories
- 1989 — Блакитна сталь / Blue Steel
- 1989 — Дядечко Бак / Uncle Buck
- 1989 — Народжений четвертого липня / Born on the Fourth of July
- 1990 — Перехрестя Міллера / Miller's Crossing
- 1990 — Славні хлопці / Goodfellas
- 1991 — Біллі Батгейт / Billy Bathgate
- 1992 — Корпорація «Безсмертя» / Freejack
- 1992 — Охоронець / The Bodyguard
- 1993 — Скажений пес і Глорія / Mad Dog and Glory
- 1993 — Посланець темряви / Night Trap
- 1993 — Син Рожевої пантери / Son of the Pink Panther
- 1994 — Юнга / Cabin Boy
- 1994 — В зоні смертельної небезпеки / On Deadly Ground
- 1994 — Підручний Гадсакера / The Hudsucker Proxy
- 1994 — Ед Вуд / Ed Wood
- 1994 — Дурний і ще дурніший / Dumb & Dumber
- 1996 — Кров і вино / Blood and Wine
- 1998 — Очі змії / Snake Eyes
- 2004 — Дівчина з Джерсі / Jersey Girl
- 2009 — Я ненавиджу день Святого Валентина / I Hate Valentine's Day
- 2009 — Чиказькі похорони / Chicago Overcoat
- 2010 — Великі гроші / Ca$h
- 2011 — Ірландець / Kill the Irishman

Серіали
- 1988 — Шоу Трейсі Ульман / The Tracey Ullman Show
- 1990–1995 — Закон і порядок / Law & Order
- 1996 — Третя планета від Сонця / 3rd Rock from the Sun
- 1997 — Тисячоліття / Millennium
- 1997 — Авантюрист / The Pretender
- 1998 — Доктора Лос-Анджелеса / L.A. Doctors
- 1999 — Зоряний шлях: Глибокий космос 9 / Star Trek: Deep Space Nine
- 2000 — Західне крило / The West Wing
- 2003 — Закон і порядок: Злочинний намір / Law & Order: Criminal Intent
- 2004 — Клініка / Scrubs
- 2004–2005 — Джоан з Аркадії / Joan of Arcadia
- 2005 — Морська поліція: Спецпідрозділ / NCIS: Naval Criminal Investigative Service
- 2005 — Доктор Хаус / House M.D.
- 2005 — Місце злочину: Нью-Йорк / CSI: NY
- 2009 — Офіс / The Office
- 2010 — Закон і порядок: Спеціальний корпус / Law & Order: Special Victims Unit
- 2011 — Хор / Glee
- 2011–2012 — Молоді та зухвалі / The Young and the Restless
- 2012 — CSI: Місце злочину / CSI: Crime Scene Investigation
- 2013 — Елементарно / Elementary